# Distretto di Ahırlı
Il distretto di Ahırlı (in turco Ahırlı ilçesi) è uno dei distretti della provincia di Konya, in Turchia.